# Véronique Claudel
Véronique Claudel (Cornimont, 22 de noviembre de 1966) es una deportista francesa que compitió en biatlón.
Participó en dos Juegos Olímpicos de Invierno, obteniendo una medalla en cada edición: oro en Albertville 1992 y bronce en Lillehammer 1994. Ganó cuatro medallas en el Campeonato Mundial de Biatlón entre los años 1993 y 1995.

## Palmarés internacional
| Juegos Olímpicos   | Juegos Olímpicos      | Juegos Olímpicos  | Juegos Olímpicos |
| Año                | Lugar                 | Medalla           | Prueba           |
| ------------------ | --------------------- | ----------------- | ---------------- |
| 1992               | Albertville (Francia) | Medalla de oro    | Relevo           |
| 1994               | Lillehammer (Noruega) | Medalla de bronce | Relevo           |
| Campeonato Mundial |                       |                   |                  |
| Año                | Lugar                 | Medalla           | Prueba           |
| 1993               | Borovets (Bulgaria)   | Medalla de plata  | Relevo           |
| 1994               | Canmore (Canadá)      | Medalla de bronce | Equipo           |
| 1995               | Antholz (Italia)      | Medalla de plata  | Relevo           |
| 1995               | Antholz (Italia)      | Medalla de bronce | Equipo           |